# Михайловка (Апостоловский район)
Миха́йловка (укр. Михайлівка) — село,
Михайловский сельский совет,
Апостоловский район,
Днепропетровская область,
Украина.
Код КОАТУУ — 1220386601. Население по переписи 2001 года составляло 1513 человек.
Является административным центром Михайловского сельского совета, в который, кроме того, входят сёла
Катериновка,
Михайло-Заводское и
Широчаны.

## Географическое положение
Село Михайловка находится на берегу реки Каменка,
выше по течению на расстоянии в 1 км расположено село Широчаны,
ниже по течению на расстоянии в 3 км расположено село Михайло-Заводское.

## История
Археологические исследования курганов Пивнева, Дзигина, Длинная Могила утверждают, что на этой территории первые поселения с появились ещё в эпоху бронзы (II—I тысячелетия до РХ). В отдельных курганах найдены погребения кочевников XI—XIV века.
Село основано в начале XIX века.
По состоянию на 1886 год в деревне, в центре Михайловской волости Херсонского уезда Херсонской губернии, проживало 879 человек, насчитывалось 148 дворов, существовали православная церковь и земская станция.
В начале XX века здесь произошли крестьянские волнения. В 1906 году крестьяне напали на усадьбу графини Воронцовой-Дашковой в селе Михайло-Заводское. Выступление было подавлено, наиболее активных участников арестовали.

### Сельскохозяйственная станция Нансена
Фритьоф Нансен принимал активное участие в организации и оказании помощи голодающим в Поволжье. В 1922 году за свою деятельность он был удостоен Нобелевской премии мира в размере 122 тысячи крон. Желая предложить помощь Советской России и считая при этом, что основные причины голода лежали в низком уровне сельскохозяйственной культуры в России, Нансен разработал проект по созданию в России нескольких показательных сельскохозяйственных опытных станций. Новая экономическая политика разрешала иностранцам арендовать в России землю. С января 1923 года в Москве шли переговоры о создании в России показательных станций, использующих передовой опыт работы в сельском хозяйстве. Согласно замыслу Нансена работать на этих станциях должно было местное население, а управляющими выступать иностранцы, которые должны были внедрить в России новые методы хозяйствования: кредитование крестьян выдачей семян, скота, земледельческих орудий. Планировался ввоз в Россию сельскохозяйственных машин. Общая сумма затрат Нансена составляла 2 млн рублей.
5 июня 1923 года был подписан пятилетний договор, согласно которому Правительство СССР безвозмездно выделяло Нансену в концессию участки земли, субсидировало необходимое на первый год количество семян и предоставляло 50-процентную скидку на провоз по территории России иностранной сельхозтехники и инвентаря. Нансен обязался инвестировать в каждое хозяйство по 10 тыс. английских фунтов. Выбор мест устройства станций пал на Михайловку и село Росташи Балашовского уезда.
Известно, что на станции в Михайловке помимо прочего был устроен конезавод, выращивавший, в том числе, скаковых рысаков, построен молокоперерабатывающий завод. При обработке почвы использовались тяжелые дисковые бороны. На полях были установлены телефонные будки, через которые осуществлялась связь при работах. При станции проводилось обучение специальностям механизатора, агронома, мелиоратора. Для всех рабочих был установлен 10-тичасовой рабочий день летом, и 8-часовой — зимой. Заработная плата выдавалась деньгами. Персоналу выдавалась спецодежда и посуда.
Несмотря на эти достижения, работа хозяйства шла плохо, оно оставалось убыточным и 22 февраля 1927 года было ликвидировано.
После перехода станции под контроль государства здесь был организован показательный семеноводческий совхоз им. Нансена.
В 1953 году на волне кампании по борьбе с космополитизмом он был переименован в «Прогресс».
В 1968 году хозяйство сменило профиль и стало именоваться Михайловской птицефабрикой.

## Экономика
- Птице-товарная и свино-товарная фермы.
- «Валентина», крестьянское хозяйство.

## Объекты социальной сферы
- Школа.
- Детский сад.
- Клуб.

## Достопримечательности
- Братская могила советских воинов.